# Nekrolog April 2009
Nekrolog
◄◄
| ◄
| 2005
| 2006
| 2007
| 2008
| 2009 | 2010 | 2011 | 2012 | 2013 | ► | ►►
Januar |
Februar |
März |
April |
Mai |
Juni |
Juli |
August |
September |
Oktober |
November |
Dezember 2009
Weitere Ereignisse | Allgemeiner Nekrolog 2009
Die Beschreibung der verstorbenen Person sollte so kurz wie möglich gehalten sein und nur deren signifikante Tätigkeit(en) enthalten.
Neue Namen ggf. auch unter dem Geburts- und Sterbedatum, also etwa unter 1. Januar und im Geburts- und Sterbejahr (2024) eintragen (nur bei entsprechender großer Wichtigkeit). Für Beispiele siehe die schon vorhandenen Artikel.
Außerdem über die fünf zuletzt Verstorbenen, zu denen es einen ausreichend guten Artikel für eine Präsentation auf der Hauptseite gibt, nach der todesbedingten Überarbeitung der Artikel ggf. auch unter Wikipedia Diskussion:Hauptseite informieren und sie am besten auch in den anderen Wikipedia-Sprachversionen eintragen. Tipp: Regelmäßig bei news.google.de nach „ist tot“, „gestorben“ oder „verstorben“ suchen.
Wenn eine Person gestorben ist, gibt es viele Seiten zu dieser Person in der Wikipedia, die davon auch betroffen sind und entsprechend aktualisiert werden müssen. Beispiele: Namenübersichtsseite, Geburtsjahr, Geburtsort-Seiten und viele mehr.
Wie finde ich die betroffenen Seiten?
Im Suchfeld auf der linken Seite gibt man den Suchbegriff so ein: „Vorname Nachname“. Dann klickt man auf Volltext und alle Seiten mit entsprechendem Suchtext werden aufgerufen. Hier sieht man dann schnell, wo auch das Todesjahr Sinn macht oder sogar ein Teil des Artikels angepasst werden muss. Auch hilft das „Werkzeug“ auf der linken Seite sehr gut, um solche Seiten aufzufinden: „Links auf diese Seite“. Somit ist die Wikipedia wieder aktuell in allen Bereichen! Hinweis: bei Eintragung der Kategorie „Gestorben JAHR“ wird der Missbrauchsfilter 49 ausgelöst, was jedoch nicht schlimm ist. Siehe: Spezial:Missbrauchsfilter/49
Dies ist eine Liste von im April 2009 verstorbenen bekannten Persönlichkeiten. Die Einträge erfolgen innerhalb der einzelnen Daten alphabetisch sortiert. Tiere sind im Nekrolog für Tiere zu finden.

## April
| Tag       | Name                                    | Beruf, bekannt als | Alter | Beleg |
| --------- | --------------------------------------- | --- | ----- | ----- |
| 1. April  | Arne Andersson                          | schwedischer Leichtathlet | 91    |       |
| 1. April  | Umberto Kardinal Betti                  | römisch-katholischer Theologe                                                                                                  | 87    |       |
| 1. April  | Paul Dean, Baron Dean of Harptree       | britischer Politiker | 84    |       |
| 1. April  | Manfred Jessen-Klingenberg              | deutscher Historiker | 75    |       |
| 1. April  | Eli Erich Lasch                         | israelischer Kinderarzt | 79    |       |
| 1. April  | Marcos Moshinsky                        | mexikanischer Physiker | 87    |       |
| 1. April  | Gabriel Reynal                          | argentinischer Tangosänger | 65    |       |
| 1. April  | Helmut Seitz                            | deutscher Finanzwissenschaftler                                                                                                | 52    |       |
| 1. April  | Ursula Hänle                            | deutsche Ingenieurin, Segelflugzeugbauer                                                                                       |       |       |
| 2. April  | Günter Braun                            | deutscher Funktionär | 80    |       |
| 2. April  | Guttorm Hansen                          | norwegischer Politiker | 88    |       |
| 2. April  | Taj Muhammad Jamali                     | pakistanischer Politiker | 70    |       |
| 2. April  | František Oldřich Kinský                | tschechischer Adliger | 72    |       |
| 2. April  | Adolf Kröncke                           | deutscher Zahnmediziner und Hochschullehrer                                                                                    | 86    |       |
| 2. April  | Dragoș Lazăr                            | rumänischer Mathematiker | 78    |       |
| 2. April  | Ursula Lebert                           | deutsche Journalistin und Autorin                                                                                              | 78    |       |
| 2. April  | Niki List                               | österreichischer Filmregisseur                                                                                                 | 52    |       |
| 2. April  | Peter Rickard                           | britischer Romanist und Sprachwissenschaftler                                                                                  | 86    |       |
| 2. April  | Pierre Salama                           | französischer Klassischer Archäologe und Epigraphiker                                                                          | 92    |       |
| 2. April  | Albert Sanschagrin                      | Altbischof von Saint-Hyacinthe, Kanada                                                                                         | 97    |       |
| 2. April  | Bud Shank                               | US-amerikanischer Jazz-Saxophonist                                                                                             | 82    |       |
| 2. April  | Frank Springer                          | US-amerikanischer Comiczeichner                                                                                                | 79    |       |
| 2. April  | Andrew Steiner                          | tschechoslowakischer und amerikanischer Architekt                                                                              | 100   |       |
| 2. April  | Sally Swift                             | US-amerikanische Reitlehrerin                                                                                                  | 95    |       |
| 3. April  | Thomas Braden                           | US-amerikanischer Fernsehjournalist                                                                                            | 92    |       |
| 3. April  | Kassian Etter                           | Schweizer Mönch und Schauspieler                                                                                               | 79    |       |
| 3. April  | Eva Evdokimova                          | US-amerikanische Primaballerina                                                                                                | 60    |       |
| 3. April  | Rose Hempel                             | deutsche Ostasienspezialistin                                                                                                  | 89    |       |
| 3. April  | Charlie Kennedy                         | US-amerikanischer Jazzmusiker                                                                                                  | 81    |       |
| 3. April  | Hanns Ketteler                          | deutscher Bergwerksdirektor | 78    |       |
| 3. April  | Alexei Maximowitsch Parschtschikow      | russischer Schriftsteller | 54    |       |
| 3. April  | Crodowaldo Pavan                        | brasilianischer Genetiker | 89    |       |
| 3. April  | Carol Schuurman                         | niederländischer Fußballspieler                                                                                                | 74    |       |
| 3. April  | Hartmut Skerbisch                       | österreichischer Künstler | 64    |       |
| 3. April  | Tom Smith                               | britischer Maskenbildner | 88    |       |
| 3. April  | Jerome R. Waldie                        | US-amerikanischer Politiker | 84    |       |
| 3. April  | Jonnie Woodall                          | britischer Bobsportler | 63    |       |
| 4. April  | Ali Kurt Baumgarten                     | deutscher Maler | 95    |       |
| 4. April  | Jack L. Benson                          | US-amerikanischer Klassischer Archäologe                                                                                       | 88    |       |
| 4. April  | Mario D’Agata                           | italienischer Boxer | 82    |       |
| 4. April  | Adriano Emperado                        | Gründer der Kampfsportart Kajukenbo                                                                                            | 82    |       |
| 4. April  | Jack Fragomeni                          | US-amerikanischer Jazzgitarrist                                                                                                | 57    |       |
| 4. April  | Maxine Cooper Gomberg                   | US-amerikanische Schauspielerin                                                                                                | 84    |       |
| 4. April  | Ernst Hinrichs                          | deutscher Historiker | 71    |       |
| 4. April  | Alexander Iljinskij                     | deutscher Schauspielintendant                                                                                                  | 61    |       |
| 4. April  | Jody McCrea                             | US-amerikanischer Schauspieler                                                                                                 | 74    |       |
| 4. April  | Othmar Nacovsky                         | österreichischer Politiker (SPÖ), Abgeordneter zum Salzburger Landtag                                                          | 77    |       |
| 4. April  | Cecil Skotnes                           | südafrikanischer Maler, Bildhauer und Grafiker                                                                                 | 82    |       |
| 4. April  | Fedor Strahl                            | deutscher Unternehmer und Naturschützer                                                                                        | 82    |       |
| 5. April  | Dave Burns                              | US-amerikanischer Jazz-Musiker                                                                                                 | 85    |       |
| 5. April  | Thomas Robert Byrne                     | US-amerikanischer Politiker | 86    |       |
| 5. April  | Ulrich Craemer                          | deutscher Architekt |       |       |
| 5. April  | Irving John Good                        | britischer Mathematiker und Kryptologe                                                                                         | 92    |       |
| 5. April  | Neil MacCormick                         | britischer Jurist und Politiker                                                                                                | 67    |       |
| 5. April  | Rocco Morabito                          | US-amerikanischer Fotograf | 88    |       |
| 5. April  | Wunibald Puchner                        | deutscher Architekt, Innenarchitekt, Hochschullehrer und Künstler                                                              | 93    |       |
| 5. April  | Marta Sordi                             | italienische Historikerin | 83    |       |
| 6. April  | James Careless                          | kanadischer Historiker | 90    |       |
| 6. April  | Gheorghe Ene                            | rumänischer Fußballspieler und -trainer                                                                                        | 72    |       |
| 6. April  | France Filipič                          | jugoslawischer bzw. slowenischer Autor                                                                                         | 89    |       |
| 6. April  | Jacques Hustin                          | belgischer Sänger und Maler | 69    |       |
| 6. April  | Shawn Mackay                            | australischer Rugbyspieler | 26    |       |
| 6. April  | Ivy Matsepe-Casaburri                   | südafrikanische Politikerin | 71    |       |
| 6. April  | Lorenzo Sebastiani                      | italienischer Rugbyspieler | 20    |       |
| 6. April  | Wolfgang Steinhilber                    | deutscher Mediziner (Kieferchirurgie)                                                                                          | 78    |       |
| 6. April  | Andrzej Stelmachowski                   | polnischer Jurist und Politiker                                                                                                | 84    |       |
| 6. April  | Hans Sünderhauf                         | deutscher Maler und Bildhauer                                                                                                  | 79    |       |
| 6. April  | Mari Trini                              | spanische Sängerin | 61    |       |
| 6. April  | Swetlana Ulmassowa                      | sowjetische Leichtathletin | 56    |       |
| 6. April  | Damouré Zika                            | nigrischer Filmschauspieler | ~85   |       |
| 7. April  | Alfred A. Häsler                        | Schweizer Schriftsteller | 88    |       |
| 7. April  | Dave Arneson                            | US-amerikanischer Spieleentwickler                                                                                             | 61    |       |
| 7. April  | Karl Bongardt                           | deutscher Bibliothekar, Journalist, Lektor und Publizist                                                                       | 83    |       |
| 7. April  | Raja Jesudoss Chelliah                  | indischer Ökonom | 86    |       |
| 7. April  | Jobie Dajka                             | australischer Radsportler | 27    |       |
| 7. April  | Irena Grickat-Radulović                 | jugoslawische bzw. serbische Slawistin                                                                                         | 87    |       |
| 7. April  | Stanley Jaki                            | US-amerikanischer Physiker und Theologe                                                                                        | 84    |       |
| 7. April  | Werner Maaßen                           | deutscher Mediziner | 88    | [FAZ] |
| 7. April  | Philip Moore, Baron Moore of Wolvercote | britischer Politiker | 88    |       |
| 7. April  | Allan Morris                            | kanadischer Eishockeyfunktionär                                                                                                | 74    |       |
| 7. April  | Gordon Slynn, Baron Slynn of Hadley     | britischer Richter | 79    |       |
| 7. April  | Johann Wenzel                           | deutscher Ingenieur, Technikhistoriker und Uhrensammler                                                                        | 91    |       |
| 7. April  | Jack Wrangler                           | US-amerikanischer Pornodarsteller                                                                                              | 62    |       |
| 8. April  | Suma Paz                                | argentinische Sängerin, Komponistin und Gitarristin                                                                            | 70    |       |
| 8. April  | Jane Bryan                              | US-amerikanische Schauspielerin                                                                                                | 90    |       |
| 8. April  | Ludo Dierickx                           | belgischer Politiker | 79    |       |
| 8. April  | Hans Eichner                            | kanadischer Germanist | 87    |       |
| 8. April  | Jean Overton Fuller                     | britische Autorin | 94    |       |
| 8. April  | Selma G. Lanes                          | amerikanische Autorin, Lektorin, Literaturkritikerin und Journalistin                                                          |       |       |
| 8. April  | Henri Meschonnic                        | französischer Linguist und Schriftsteller                                                                                      | 76    |       |
| 8. April  | Günter Möbus                            | deutscher Geologe | 86    |       |
| 8. April  | Piotr Morawski                          | polnischer Bergsteiger | 32    |       |
| 8. April  | Hansheinz Reinprecht                    | österreichischer Autor | 83    |       |
| 8. April  | Charles Southwood                       | US-amerikanischer Schauspieler                                                                                                 | 71    |       |
| 8. April  | Barbara Wall                            | britische Schriftstellerin | 97    |       |
| 8. April  | Bernd Wiedmann                          | deutscher Politiker | 66    |       |
| 9. April  | Werner Adam                             | deutscher Journalist und Germanist                                                                                             | 74    | [FAZ] |
| 9. April  | Nick Adenhart                           | US-amerikanischer Baseballspieler                                                                                              | 22    |       |
| 9. April  | Leopold Aschenbrenner                   | Österreichischer Ornithologe                                                                                                   | 88    |       |
| 9. April  | Edgar Buchwalder                        | Schweizer Radsportler | 92    |       |
| 9. April  | Velimir Chytil                          | kroatischer Puppenspieler, Begründer eines Puppentheaters und Schauspieler                                                     | 83    |       |
| 9. April  | Elfriede Gerstl                         | österreichische Schriftstellerin                                                                                               | 76    | [ 1 ] |
| 9. April  | Rolf Görner                             | deutscher Psychologe und Heimatkundler                                                                                         | 84    |       |
| 9. April  | Siegfried Rundel                        | deutscher Komponist und Musikverleger                                                                                          | 68    |       |
| 9. April  | Shakti Samanta                          | indischer Filmregisseur und -produzent                                                                                         | 83    |       |
| 9. April  | Volkmar Strauch                         | deutscher Politiker | 66    |       |
| 10. April | Richard Arnell                          | britischer Komponist | 91    |       |
| 10. April | Zsolt Harnos                            | ungarischer Biomathematiker | 68    |       |
| 10. April | Srećko Lipovčan                         | kroatischer Journalist, Verleger und Publizist                                                                                 | 66    |       |
| 10. April | Heide Moser                             | deutsche Politikerin | 65    |       |
| 10. April | Piet Schoenmakers                       | niederländischer Künstler | 89    |       |
| 10. April | Jewgeni Wesnik                          | russischer Schauspieler | 86    |       |
| 11. April | Richard Brosi                           | Schweizer Architekt | 77    |       |
| 11. April | Simon Channing-Williams                 | britischer Filmproduzent | 63    |       |
| 11. April | Bernhard Hausberger                     | österreichischer Filmemacher                                                                                                   | 54    |       |
| 11. April | Karl Holfeld                            | deutscher Künstler | 87    |       |
| 11. April | René Monory                             | französischer Politiker | 85    |       |
| 11. April | Tita Muñoz                              | philippinische Schauspielerin                                                                                                  | 82    |       |
| 11. April | Vishnu Prabhakar                        | indischer Schriftsteller | 97    |       |
| 11. April | Corín Tellado                           | spanische Schriftstellerin | 81    |       |
| 11. April | Peter Teumer                            | deutscher Sänger | 53    |       |
| 11. April | Albert Tschernenko                      | sowjetischer bzw. russischer Philosoph                                                                                         | 74    |       |
| 11. April | Rubin 'Zeke' Zarchy                     | US-amerikanischer Trompeter | 93    |       |
| 12. April | Horst Angel                             | deutscher Fußballspieler | 56    |       |
| 12. April | Sitara Atschiksai                       | afghanische Politikerin und Frauenrechtlerin                                                                                   | 52    |       |
| 12. April | Alexei Bogomolow                        | sowjetischer bzw. russischer Ingenieurwissenschaftler                                                                          | 95    |       |
| 12. April | Marilyn Chambers                        | US-amerikanische Schauspielerin                                                                                                | 56    |       |
| 12. April | Miroslav Doležal                        | tschechoslowakischer Schauspieler                                                                                              | 90    |       |
| 12. April | Kent Douglas                            | kanadischer Eishockeyspieler und -trainer                                                                                      | 73    |       |
| 12. April | Rolf Drucker                            | deutsch-US-amerikanischer Kinderdarsteller des frühen deutschen Tonfilms                                                       | 82    |       |
| 12. April | Robin Edmonds                           | britischer Diplomat und Autor                                                                                                  | 88    |       |
| 12. April | Wolfgang Forth                          | deutscher Pharmakologe | 76    | [SZ]  |
| 12. April | Hans Kleppen                            | norwegischer Skispringer | 102   |       |
| 12. April | John Maddox                             | britischer Chemiker und Wissenschaftsjournalist                                                                                | 83    |       |
| 12. April | Vytautas Mažiulis                       | sowjetischer bzw. litauischer Linguist                                                                                         | 82    |       |
| 12. April | Hermann Frank Meyer                     | deutscher Unternehmer und Publizist                                                                                            | 68    |       |
| 12. April | Ephraim Silas Obot                      | Bischof von Idah, Nigeria | 72    |       |
| 12. April | Hanskarl Schade                         | deutscher Opernsänger | 94    |       |
| 12. April | Eve Kosofsky Sedgwick                   | US-amerikanische Schriftstellerin                                                                                              | 58    |       |
| 12. April | Franz Stockinger (Francisco Stockinger) | österreichisch-brasilianischer Künstler                                                                                        | 89    |       |
| 12. April | Franklin Rosemont                       | amerikanischer Dichter und Anarchist                                                                                           | 65    |       |
| 13. April | Fritz Bauchwitz                         | österreichisch-US-amerikanischer Hörfunkjournalist                                                                             | 84    |       |
| 13. April | Björn Borg                              | schwedischer Schwimmer | 89    |       |
| 13. April | Stefan Brecht                           | US-amerikanischer Schriftsteller                                                                                               | 84    |       |
| 13. April | Reza Fazeli                             | iranischer Schauspieler, Dokumentarfilmer und Oppositioneller                                                                  |       |       |
| 13. April | Jack D. Hunter                          | US-amerikanischer Schriftsteller                                                                                               | 87    |       |
| 13. April | Noriyuki Komatsu                        | japanischer Profiboxer | 29    |       |
| 13. April | Stefan Kryński                          | polnischer Mikrobiologe | 94    |       |
| 13. April | Marcus Loane                            | anglikanischer Bischof in Australien, Autor                                                                                    | 97    |       |
| 13. April | Pee Wee Moore                           | US-amerikanischer Jazz-Saxofonist                                                                                              | 81    |       |
| 13. April | Abel Paz                                | spanischer Anarchist, Widerstandskämpfer und Schriftsteller                                                                    | 87    |       |
| 13. April | Ambros Rueß                             | deutscher Biologe und Abt | 93    |       |
| 13. April | Edgar Schranz                           | österreichischer Politiker (SPÖ), Abgeordneter zum Nationalrat, Mitglied des Bundesrates                                       | 78    |       |
| 13. April | Wim Schuijt                             | niederländischer Politiker | 99    |       |
| 13. April | Jimmy Swift                             | südafrikanischer Radrennfahrer                                                                                                 | 77    |       |
| 13. April | Dieter Wöstenfeld                       | deutscher Funktionär, Abteilungsleiter des ZK der SED                                                                          | 78    |       |
| 14. April | Joseph E. Bastion Jr.                   | US-amerikanischer Offizier, Generalmajor der US-Army                                                                           | 98    |       |
| 14. April | Friedemann Berger                       | deutscher Schriftsteller | 69    |       |
| 14. April | Heinz Böttrich                          | deutscher Politiker | 83    |       |
| 14. April | Heinz Brestel                           | deutscher Journalist und Publizist                                                                                             | 86    | [FAZ] |
| 14. April | Maurice Druon                           | französischer Schriftsteller und Politiker                                                                                     | 90    | [ 2 ] |
| 14. April | Friedrich Nather                        | Bauingenieur | 85    |       |
| 14. April | Peter Rogers                            | britischer Filmproduzent | 95    |       |
| 14. April | Royce Ryton                             | britischer Bühnenautor | 84    |       |
| 14. April | Holger Schück                           | deutscher Sportjournalist | 58    |       |
| 14. April | Walter Steiner                          | Schweizer Unternehmer | 87    |       |
| 14. April | Franco Volpi                            | italienischer Philosoph | 56    |       |
| 15. April | Charlotte Konnopke                      | deutsche Unternehmerin | 98    |       |
| 15. April | Clement Freud                           | britischer Journalist und Politiker                                                                                            | 84    |       |
| 15. April | Peter Infeld                            | österreichischer Unternehmer und Kunstmäzen                                                                                    | 66    |       |
| 15. April | Cicerone Poghirc                        | rumänischer Sprachwissenschaftler                                                                                              | 81    |       |
| 15. April | Hannes Siegl                            | österreichischer Schauspieler                                                                                                  | 77    |       |
| 15. April | Hans Spear                              | US-amerikanischer Unternehmer und Mitglied der Ritchie Boys                                                                    | 90    |       |
| 15. April | László Tisza                            | US-amerikanischer Physiker | 101   |       |
| 16. April | Rolf Dlubek                             | deutscher marxistischer Historiker                                                                                             | 79    |       |
| 16. April | Paul Eppel                              | deutscher Langstreckenläufer                                                                                                   | 90    |       |
| 16. April | Marlis Hillebrand                       | deutsche Lyrikerin und Malerin                                                                                                 | 62    |       |
| 16. April | Rainer Hirsch                           | deutscher Journalist | 60    |       |
| 16. April | Åke Lassas                              | schwedischer Eishockeyspieler                                                                                                  | 84    |       |
| 16. April | Michel Mondésert                        | Alt-Weihbischof in Grenoble, Frankreich                                                                                        | 92    |       |
| 16. April | Shawn Mortensen                         | US-amerikanischer Fotograf | 43    |       |
| 16. April | Viktor Paskow                           | bulgarischer Autor | 59    |       |
| 16. April | Reinhard Pottel                         | deutscher Hochfrequenztechniker und Hochschullehrer                                                                            | 79    |       |
| 16. April | Eduardo Rózsa-Flores                    | ungarischer Journalist, Schauspieler und Autor                                                                                 | 49    |       |
| 16. April | Karl Schwämmlein                        | deutscher Pädagoge und Musikhistoriker                                                                                         | 92    |       |
| 16. April | Klaus Schüttler-Janikulla               | deutscher Schulpsychologe | 81    |       |
| 16. April | Alexander Steinbacher                   | deutscher Dirigent | 78    | [SZ]  |
| 17. April | Jürgen Abel                             | deutscher Übersetzer | 68    |       |
| 17. April | Hermin Esser                            | deutscher Opernsänger | 81    |       |
| 17. April | Wolfgang Hochheim                       | deutscher Politiker | 80    |       |
| 17. April | Ole Juul                                | dänischer Schriftsteller | 90    |       |
| 17. April | Klaus Lefringhausen                     | deutscher Sozialwissenschaftler, Integrationsbeauftragter von Nordrhein-Westfalen                                              | 75    |       |
| 17. April | Carmen Leggio                           | US-amerikanischer Jazzmusiker                                                                                                  |       |       |
| 17. April | Gisela Reißmann                         | deutsche Synchronsprecherin und Schauspielerin                                                                                 | 79 ?  |       |
| 17. April | Hans Ziegenfuß                          | deutscher Gewerkschafter |       |       |
| 17. April | Hubert Ziegler                          | deutscher Pflanzenphysiologe                                                                                                   | 84    | [SZ]  |
| 18. April | Bruno Adams                             | australischer Singer-Songwriter                                                                                                | 45    |       |
| 18. April | Yvon Bourges                            | französischer Politiker | 87    |       |
| 18. April | Edward George, Baron George             | britischer Bankmanager | 70    |       |
| 18. April | Silvia Grohs                            | österreichische Schauspielerin, Tänzerin und Chansonniére                                                                      | 90    |       |
| 18. April | Ingemar Johansson                       | schwedischer Leichtathlet | 84    |       |
| 18. April | Enrique Franco Manera                   | spanischer Musikkritiker, Pianist und Komponist                                                                                | 89    |       |
| 18. April | Bill Orton                              | US-amerikanischer Politiker | 60    |       |
| 18. April | Elías Wessin y Wessin                   | dominikanischer Politiker und Militär                                                                                          | 84    |       |
| 18. April | Kiril Wascharow                         | bulgarischer Eishockeytorhüter                                                                                                 | 21    |       |
| 19. April | James Graham Ballard                    | britischer Schriftsteller | 78    |       |
| 19. April | Doc Blanchard                           | US-amerikanischer Footballspieler                                                                                              | 84    |       |
| 19. April | Juri Fokin                              | sowjetischer Fernsehjournalist                                                                                                 | 84    |       |
| 19. April | Tilahun Gesesse                         | äthiopischer Sänger | 68    |       |
| 19. April | Walter Heckmann                         | deutscher Politiker (SPD) | 66    |       |
| 19. April | Tony Kett                               | irischer Politiker | 57    |       |
| 19. April | Božo Kos                                | jugoslawischer bzw. slowenischer Illustrator und Comiczeichner                                                                 | 77    |       |
| 19. April | Anatoli Kuleschow                       | russischer Musiker | 49    |       |
| 19. April | Paul Löwinger junior                    | österreichischer Autor und Theaterdirektor                                                                                     | 59    |       |
| 19. April | Kamaruddin Maidin                       | malaysischer Leichtathlet | 66    |       |
| 19. April | Eugeniusz Waniek                        | polnischer Maler | 102   |       |
| 20. April | Gerhard Bettendorf                      | deutscher Gynäkologe, Geburtshelfer und Endokrinologe                                                                          | 82    |       |
| 20. April | Thomas Hill                             | US-amerikanischer Schauspieler                                                                                                 | 81    |       |
| 20. April | Mechtild Höflich                        | deutsche Sozialethikerin | 83    | [SZ]  |
| 20. April | Aladár Lászlóffy                        | rumänischer ungarischsprachiger Schriftsteller                                                                                 | 71    |       |
| 20. April | Reinhard Purschke                       | deutscher Anästhesist | 71    |       |
| 20. April | Fernand Verhesen                        | belgischer Schriftsteller | 95    |       |
| 23. April | Ruth Ziervogel-Tamm                     | deutsche Kunsthistorikerin | 98    |       |
| 21. April | El Gurko                                | österreichischer Musiker | 55    |       |
| 21. April | Norbert Engel                           | deutscher Politiker | 87    |       |
| 21. April | Jack Jones                              | britischer Gewerkschaftsfunktionär                                                                                             | 96    |       |
| 21. April | Vivian Maier                            | US-amerikanisch-französische Fotografin                                                                                        | 83    |       |
| 21. April | George Michael                          | US-amerikanischer Friseur | 90    |       |
| 21. April | Bernhard Minnigerode                    | deutscher Mediziner, HNO-Arzt und Philosoph                                                                                    | 85    |       |
| 21. April | Santha Rama Rau                         | Schriftstellerin indischer Herkunft                                                                                            | 86    |       |
| 21. April | Viliam Veteška                          | slowakischer Politiker | 55    |       |
| 22. April | Ken Annakin                             | britischer Filmregisseur | 94    |       |
| 22. April | Martin Bril                             | niederländischer Schriftsteller                                                                                                | 49    |       |
| 22. April | Jack Cardiff                            | britischer Kameramann und Filmregisseur                                                                                        | 94    |       |
| 22. April | Bill Disney                             | US-amerikanischer Eisschnellläufer                                                                                             | 77    |       |
| 22. April | Dietrich Erdmann                        | deutscher Komponist | 91    |       |
| 22. April | Karl Heinz Göller                       | deutscher Anglist und Hochschullehrer                                                                                          | 84    |       |
| 22. April | Hans Otto Jung                          | deutscher Unternehmer, Jazzmusiker und Mäzenat                                                                                 | 88    |       |
| 22. April | David Kellermann                        | US-amerikanischer Banker | 41    |       |
| 22. April | Ludolf Müller                           | deutscher Slawist | 92    |       |
| 22. April | Heinz Schröder                          | deutscher Puppenspieler | 80    |       |
| 22. April | Karl Steins                             | deutscher Musiker | 89    |       |
| 23. April | Jean-Paul Colas                         | französischer Automobilrennfahrer und Rennstallbesitzer                                                                        | 98    |       |
| 23. April | Maria Dorndorf                          | deutsche Psychologin |       |       |
| 23. April | Irmgard Höß                             | deutsche Mittelalterhistorikerin                                                                                               | 89    |       |
| 23. April | Felipe Solís Olguín                     | mexikanischer Archäologe, Anthropologe und Historiker                                                                          | 64    |       |
| 23. April | Lam Sheung Yee                          | chinesischer Fußballspieler, Schauspieler und Fußballkommentator                                                               | 74    |       |
| 23. April | Ciril Škerjanec                         | jugoslawischer bzw. slowenischer Cellist und Hochschullehrer                                                                   | 72 ?  |       |
| 24. April | Bernard Haller                          | Schweizer Schauspieler | 75    |       |
| 24. April | Hubert Fabian Kulterer                  | österreichischer Autor | 70    |       |
| 24. April | Maxime Lehmann                          | schweizerisch-französischer Fußballspieler                                                                                     | 102   |       |
| 24. April | Bo Leuf                                 | schwedischer Programmierer | 56    |       |
| 24. April | Emil Mosonyi                            | deutsch-ungarischer Wasserbauingenieur                                                                                         | 98    |       |
| 24. April | Sixto Palavecino                        | argentinischer Folkloregeiger, -sänger und Komponist                                                                           | 94    |       |
| 24. April | Orville Howard Phillips                 | kanadischer Politiker | 85    |       |
| 24. April | Michelangelo Picone                     | italienischer Romanist und Literaturwissenschaftler                                                                            | 66    |       |
| 24. April | Fumiko Saiga                            | japanische Diplomatin und Richterin am Internationalen Strafgerichtshof                                                        | 65    |       |
| 24. April | Assumpta Schenkl                        | Äbtissin des Zisterzienserinnenklosters Seligenthal in Landshut                                                                | 84    |       |
| 24. April | Franciszek Sobczak                      | polnischer Fechter | 69    |       |
| 25. April | Beatrice Arthur                         | US-amerikanische Schauspielerin                                                                                                | 86    |       |
| 25. April | Kurt Joachim von Bornhaupt              | deutscher Jurist und Richter am Bundesfinanzhof                                                                                | 81    |       |
| 25. April | Lieselott Enders                        | deutsche Archivarin und Historikerin                                                                                           | 82    |       |
| 25. April | Fernando Hilbeck                        | spanischer Schauspieler | 75    |       |
| 25. April | Anders Ølgaard                          | dänischer Ökonom | 83    |       |
| 25. April | Lothar Schulz                           | deutscher Fußballspieler | 61    |       |
| 25. April | Piotr Słonimski                         | polnisch-französischer Genetiker                                                                                               | ~86   |       |
| 25. April | Benny Söderling                         | schwedischer Bandy-, Eishockey- und Fußballspieler                                                                             | 68    |       |
| 25. April | Elly Steinmann                          | deutsche Journalistin, Publizistin und Friedensaktivistin                                                                      | 87    |       |
| 25. April | Birgitta Wolf                           | schwedisch-deutsche Publizistin                                                                                                | 96    |       |
| 26. April | James Addy                              | ghanaischer Sprinter | 69    |       |
| 26. April | Salamo Arouch                           | griechisch-israelischer Boxer                                                                                                  | 86    |       |
| 26. April | Claude Desailly                         | französischer Drehbuchautor | 87    |       |
| 26. April | Hans Holzer                             | US-amerikanischer Schriftsteller                                                                                               | 89    |       |
| 26. April | Danny Kladis                            | US-amerikanischer Automobilrennfahrer                                                                                          | 92    |       |
| 26. April | Colwyn Philipps                         | britischer Politiker | 70    |       |
| 26. April | Pupuke Robati                           | Politiker der Cookinseln | 84    |       |
| 26. April | Perez Zagorin                           | US-amerikanischer Historiker                                                                                                   | 88    |       |
| 27. April | Reinhard Remane                         | deutscher Entomologe | 80    |       |
| 27. April | Ilda Bartoloni                          | italienische TV-Journalistin                                                                                                   | 62    |       |
| 27. April | Tom Deitz                               | US-amerikanischer Schriftsteller                                                                                               | 57    |       |
| 27. April | Miroslav Filip                          | tschechoslowakischer Schachspieler                                                                                             | 80    |       |
| 27. April | Tomohiko Ikoma                          | japanischer Fußballspieler und -trainer                                                                                        | 76    |       |
| 27. April | Feroz Khan                              | indischer Filmschauspieler | 69    |       |
| 27. April | Frankie Manning                         | US-amerikanischer Tänzer und Choreograf                                                                                        | 94    |       |
| 27. April | Jewhenija Miroschnytschenko             | ukrainische Opernsängerin | 77    |       |
| 27. April | Karl Mullen                             | irischer Rugbyspieler | 82    |       |
| 27. April | Greg Page                               | US-amerikanischer Boxer | 50    |       |
| 27. April | Paraluman                               | philippinische Filmschauspielerin                                                                                              | 85    |       |
| 27. April | Serge Ravanel                           | französischer Widerstandskämpfer                                                                                               | 88    |       |
| 27. April | Hans-Christoph Schmidt-Lauber           | deutscher evangelisch-lutherischer Theologe                                                                                    | 81    |       |
| 27. April | Philip Stein                            | US-amerikanischer Maler | 90    |       |
| 27. April | Erika Maria Wiegand                     | deutsche Künstlerin und Bildhauerin                                                                                            | 87    |       |
| 27. April | Orhan Yılmazkaya                        | türkischer Politaktivist | 39    |       |
| 28. April | Ursula A. Fanthorpe                     | britische Dichterin | 79    |       |
| 28. April | Fritz Gödicke                           | deutscher Fußballspieler, -trainer und -funktionär                                                                             | 89    |       |
| 28. April | Vern Gosdin                             | US-amerikanischer Country-Sänger                                                                                               | 74    |       |
| 28. April | Gheorghe Gospodinov                     | rumänischer Gewichtheber und Trainer                                                                                           | 76    |       |
| 28. April | Adolf Kutschker                         | deutscher Dichter und Schriftsteller                                                                                           | 80    |       |
| 28. April | Detmar Leo                              | deutscher Politiker | 64    |       |
| 28. April | Jekaterina Maximowa                     | sowjetische Ballerina | 70    |       |
| 28. April | Valeria Peter Predescu                  | rumänische Volksmusikinterpretin                                                                                               | 61    |       |
| 28. April | Buddy Rose                              | US-amerikanischer Wrestler | 56    |       |
| 28. April | Pearse Wyse                             | irischer Politiker | 81    |       |
| 29. April | Sedat Balkanlı                          | türkischer Fußballspieler | 44    |       |
| 29. April | Erich Breiding                          | deutscher Unternehmer | 83    |       |
| 29. April | Maxime de la Falaise                    | US-amerikanisches Model, Designerin und Muse                                                                                   | 86    |       |
| 29. April | Dorothea Fischer-Nosbisch               | deutsche Grafikerin und Briefmarkenkünstlerin                                                                                  |       |       |
| 29. April | Heiri Leuthold                          | Schweizer Sozialgeograph | 41    |       |
| 29. April | Otto Arndt Liebisch                     | deutscher Parasitologe | 74    |       |
| 29. April | Tom McGrath                             | schottischer Dramatiker und Musiker                                                                                            | 68    |       |
| 29. April | Wolodymyr Serhjejew                     | ukrainisch-sowjetischer Raketen- und Satellitenkonstrukteur                                                                    | 95    |       |
| 30. April | Kenneth Berrill                         | britischer Ökonom und Politikberater                                                                                           | 88    |       |
| 30. April | Tennessee Eisenberg                     | deutscher Berufsfachschüler, der während eines Polizeieinsatzes erschossen wurde                                               | 24    |       |
| 30. April | Hans-Karl Lücke                         | deutscher Kunsthistoriker | 81    |       |
| 30. April | Vasile Miclăuș                          | rumänischer Politiker | 55    |       |
| 30. April | Henk Nijdam                             | niederländischer Radrennfahrer                                                                                                 | 73    |       |
| 30. April | Venetia Phair                           | britische Mathematikerin und Namensgeberin des Planeten Pluto                                                                  | 90    |       |
| 30. April | David Picão                             | Altbischof von Santos, Brasilien                                                                                               | 85    |       |
| 30. April | Raymond J. Saulnier                     | US-amerikanischer Ökonom und Politikberater                                                                                    | 100   |       |
| 30. April | Karl Scheydt                            | deutscher Schauspieler, Regieassistent, Produktionsleiter, Aufnahmeleiter, Tonmeister, Lichtmeister, Ausstatter und Kameramann | 69    |       |
| 30. April | Eckart Schwerin                         | deutscher Pastor und Hochschullehrer in Mecklenburg, kurzzeitig Staatssekretär in der Regierung de Maizière                    | 71    |       |
| 30. April | Məcnun Vahidov                          | aserbaidschanischer Schachkomponist und -funktionär                                                                            | 62    |       |
| 30. April | Aimé Van Avermaet                       | belgischer Radrennfahrer | 73    |       |
| 30. April | Ustad Zaland                            | afghanischer Musiker |       |       |